# 後藤赳司
後藤 赳司（ごとう たけし、昭和27年（1952年） - ）は、日本の宗教学者、出羽三山山岳宗教研究所主幹、マルタカ歴史文化財団理事。山形県東田川郡羽黒町（現・鶴岡市）出身。

## 略歴
- 1952年、山形県東田川郡羽黒町（現・鶴岡市）に生れる。
- 國學院大學文学部卒業。
- 1976年、出羽三山神社奉職。
- 1999年、著書『出羽三山の神仏分離』（岩田書院）出版
- 2006年8月31日、「出羽三山世界遺産育成シンポジウム」にてパネラー。

## 著書
- 『出羽三山の神仏分離』 1999年 岩田書院 ISBN 4-87294-153-5